# Банах Нестор-Маркіян Павлович
Банах Нестор-Маркіян Павлович (25.06.1898–13.07.1931) — вчитель, старшина УГА.
Народився у м. Бучач (нині Тернопільської області) в сім'ї педагога Павла Банаха, який 1918–19 був делегатом УНРади ЗУНР. Від 1905 проживав у Заліщиках, від 1906 — у Тернополі, від 1908 — в Сокалі, де батько викладав у вчительській семінарії. Навчався 1910–13 у вчительській семінарії в Сокалі, потім — в Академічній гімназії у Львові.
З початком Першої світової війни виїхав до Відня, де відвідував технічну школу. Влітку 1915 повернувся до Галичини і вступив до УСС.
Брав участь у боях, зокрема. на Лисоні і під Конюхами. У березні– жовтні 1918 служив у штабі австрійських військ. групи в Кам'янці-Подільському. Учасник боїв у Львові в
листопаді 1918, потім командував чотою зв'язку в 1-му гарматному полку, в якому пройшов весь бойовий шлях. Мав військове звання хорунжого. У кінці квітня 1920 заарештований чекістами і в групі старшин УГА відправлений до Києва. Зумів утекти з-під варти, однак у Житомирі був затриманий польськими військовиками. Уникнув полону, вступивши в ДА УНР, з якою дійшов до Києва.
У липні 1920 повернувся у Сокаль. 1922 склав іспит на вчителя народної школи й отримав посаду за фахом на Віленщині (Литва). 1926 захворів і згодом, оскільки недуга прогресувала, змушений повернутися до родини у Львів.
Помер у м. Львів. Похований на Личаківському цвинтарі.